# Jinx (álbum de Rory Gallagher)
Jinx es el noveno álbum de estudio del guitarrista irlandés de blues rock Rory Gallagher, publicado en 1982 a través de Chrysalis Records para el Reino Unido y por Mercury Records para los Estados Unidos. Es el primer disco con el baterista Brendan O'Neill como nuevo integrante del power trio y con el saxofonista Dick Parry como músico invitado.
Alcanzó el puesto 68 en la lista UK Albums Chart del Reino Unido y fue certificado con disco de plata por la Industria Fonográfica Británica, tras vender más de 60 000 copias.
Dentro del listado de canciones incluyó una versión del tema «Ride on Red, Ride On» de Louisiana Red. Cabe mencionar que el año 2000 luego de su remasterización y posterior relanzamiento, fueron incluidas las canciones «Hell Cat» y «Lonely Mile» como pistas adicionales y a su vez ha sido publicado con distintos órdenes de las canciones.

## Lista de canciones
Todas las canciones escritas por Rory Gallagher, a menos que se indique lo contrario.

| N.º | Título                                          | Escritor(es)          | Duración |  |
| 1.  | «Signals»                                       |                       | 4:37     |  |
| 2.  | «The Devil Made Me Do It»                       |                       | 2:54     |  |
| 3.  | «Double Vision»                                 |                       | 4:51     |  |
| 4.  | «Easy Come Easy Go»                             |                       | 5:07     |  |
| 5.  | «Big Guns»                                      |                       | 3:28     |  |
| 6.  | «Jinxed»                                        |                       | 5:01     |  |
| 7.  | «Bourbon»                                       |                       | 3:54     |  |
| 8.  | «Ride on Red, Ride On» (cover de Louisiana Red) | Henry Glover, M. Levy | 4:19     |  |
| 9.  | «Loose Talk»                                    |                       | 3:52     |  |

| Pistas adicionales en reedición CD de 2000 |               |          |  |
| N.º                                        | Título        | Duración |  |
| 10.                                        | «Hell Cat»    | 5:04     |  |
| 11.                                        | «Lonely Mile» | 4:40     |  |

## Músicos
- Rory Gallagher: voz, guitarra eléctrica y armónica
- Gerry McAvoy: bajo
- Brendan O'Neil: batería
- Bob Andrews: teclados (músico invitado)
- Ray Beavis y Dick Parry: saxofón (músicos invitados)